# Срећко (филм из 2019)
Срећко је анимирани телевизијски филм који је продуцирао Nickelodeon Animation Studio. Оригинални Никелодионов филм, са гласовима Марка Хамила, Кире Косарин, Рона Фунчеса, Флула Борга, и Гунара Сајзмора. Филм прати несрећног леприкона који иде на задатак са своје троје најбољих другара, Шенон, Семијем, и Реџијем, да врати ћуп злата украден од његове породице како би им повратио срећу.
Имао је премијеру на Никелодиону, 8. марта 2019.

## Радња
Леприкон склон незгодама, уз помоћ својих другара, иде на авантуру да врати украдени ћуп злата од Хулихана како би повратио срећу мира својој породици.

## Улоге
| Улога               | Оригинални глас | Српски глас        |
| ------------------- | --------------- | ------------------ |
| Срећко Максвини     | Гунар Сајзмор   | Данко Ђорђевић     |
| Шенон               | Кира Косарин    | Ања Орељ           |
| Семи                | Рон Фунчес      | Немања Вановић     |
| Реџи                | Флула Борг      | Милан Тубић        |
| Хари Хулихан        | Марк Хамил      | Бранислав Платиша  |
| Гђа Дорис           | Иди Маклерг     | Ана Симић          |
| Тата                | Мик Вингерт     | Милош Ђуричић      |
| Мама                | Кари Валгрен    | Данина Јефтић      |
| Клинац гном #1      | Ерик Бауза      | Никола Тодоровић   |
| Клинац гном #2      | Ерик Бауза      | Предраг Дамњановић |
| Кен, бизнис гном    | Ерик Бауза      | Бранислав Јевтић   |
| Магични телефон     | Кари Валгрен    | Милена Моравчевић  |
| Принцеза            | Кари Валгрен    | Јована Чуровић     |
| Чувар из обезбеђења | Мик Вингерт     | Бојан Хлишћ        |
| Гном из обезбеђења  | Метју Мој       | Предраг Дамњановић |
| Приповедач          | Пјотр Мајкл     | Лако Николић       |
| Војс-овер           | /               | Марко Марковић     |